# Stellingwerfs
Het Stellingwerfs (Stellingwarfs) is een Nedersaksische taalvariëteit die wordt gesproken in delen van de Nederlandse provincies Groningen, Friesland, Drenthe en Overijssel.

## Classificatie
De Nederlandse overheid heeft het Stellingwerfs in 1996 erkend als een van de varianten van de Nedersaksische streektaal.. Andere varianten die tot deze streektaal worden gerekend zijn onder meer het Plautdietsch, het Achterhoeks het Sallands en het Twents.

## Klankinventaris
|                 | Vooraan  | Vooraan | Vooraan | Vooraan | Midden | Achter | Achter |
| ongerond        | ongerond | gerond  | gerond  |         | Midden | Achter | Achter |
| kort            | lang     | kort    | lang    | kort    | Midden | lang   |        |
| --------------- | -------- | ------- | ------- | ------- | ------ | ------ | ------ |
| Gesloten        | i        | i:      | y       | y:      |        | u      | u:     |
| Gesloten midden | ɪ        | e:      | ʏ       | ø:      | ə      |        | o:     |
| Open midden     | ɛ        | ɛ:      | œ       | œ:      | ə      | ɔ      | ɔ:     |
| Open            | a        | a:      |         |         |        | ɑ      | ɒ:     |

## Spreiding
Het Stellingwerfs wordt gesproken in de gemeenten Oost- en Weststellingwerf (samen de Stellingwerven), Steenwijkerland en het aangrenzende deel van Drenthe (waar men de eigen streektaal ook wel Drents noemt). Uitzonderingen zijn de verhoudingsgewijs Friestalige dorpen Haulerwijk en Waskemeer en het gebied rond het dorp Noordwolde, waar zich onder invloed van de Koloniën van de Maatschappij van Weldadigheid een eigen streektaal ontwikkeld heeft, het Koloniaals. In Tjalleberd en Luinjeberd kwamen varianten voor die meer leken op het Stellingwerfs dan op het Fries. Deze variant is later verdrongen door het Fries. Hoewel ouders onder elkaar wel Tsjalberters (of Gietersk) spraken werd tegen de kinderen in de 20e eeuw Fries gesproken. Fries was ook de taal op het schoolplein. Het Tsjalberters is rond 1800 geïntroduceerd door veenarbeiders uit het noordwesten van Overijssel, Giethoorn en omstreken. In Friesland vormt het hier een taaleiland. Evenals in Tjallebert en Luinjeberd werd ook in Oldeouwer een Nedersaksisch gesproken afkomstig uit Overijssel, met Friese invloeden. Ook in de voormalige gemeente Lemsterland is/was het Stellingwerfs aanwezig. Het gaat om de dorpen Delfstrahuizen, Bantega, Echtenerbrug, Echten, Oosterzee-Gietersebrug en Oosterzee. Ook hier werd het Stellingwerfs begin 19e eeuw door laagveenarbeiders uit de Kop van Overijssel geïntroduceerd. Het Fries heeft hier een duidelijke invloed van het Stellingwerfs ondergaan. Zelfs aan het begin van woorden met een g is de Friese [g] vervangen door een [x]. Hof vermelde in 1933 in de Friesche Dialectgeographie dat het Fries van de laagveenstreken westelijk van de Kuinder enige invloed van het Drents, Overijssels en Stellingwerfs heeft ondergaan. Tussen de Lauwerszee en de bovenloop van de Kuinder zijn er weinig tekenen van directe beïnvloeding. Daarnaast wordt vermeld dat de grens tussen het Fries en Stellingwerfs tussen de Kuinder en de Opsterlandse Compagnonsvaart weinig scherp is. In de dorpen Sintjohannesga, Rotsterhaule, Rotstergaast, Delfstrahuizen, Echten en Oosterzee was het Drents-Overijsselse element zeer sterk waarneembaar, hoewel afnemend door het einde van de vervening. De dorpen waren eerst tweetalig en Tjallebert, Luinjebert en Oldeouwer ontfriest. In Hoornsterzwaag, Jubbega, Schurega, Oudehorne en Nieuwehorne werd tot voor kort Stellingwerfs gesproken – ofwel geïntroduceerd door veenarbeiders of inheems. Feitelijk werd in alle dorpen met vervening rondom Heerenveen eveneens Stellingwerfs gesproken. 
In de Koloniën van de Maatschappij van Weldadigheid werd overwegend tot vooral Hollands gepraat en door een deel Saksisch, aldus Sassen (1953). Dit was ook in Vledderveen het geval door vestiging uit Frederiksoord. In Willemsoord kreeg het Nedersaksisch langzaamaan de overhand. 
Volgens Sassen is het onduidelijk en onzeker of de merkbaar aanwezige Friese invloed komt door verfriezing (''verfriest Drents'') of als relict bestaat door ontfriezing. ''Verfriest Drents'' wordt aannemelijk geacht, mogelijk begonnen vanaf de 13e eeuw. De Friese invloed neemt toe naarmate men het Friese taalgebied nadert.
De Stellingwerven ten zuiden van de Tjonger behoren samen met het noordoosten van de gemeente Noordoost-Friesland (Westerkwartiers Nedersaksisch), Het Bildt (Bildts), de meeste Friese steden (Stadsfries) en Vlieland, Ameland en Midsland tot de gebieden in Friesland waar vanouds weinig Fries wordt gesproken. Vanouds was de Tjonger de grens tussen het Stellingwerfse en Friese taalgebied. De omgangstalige Friese naam 'Oertsjongersk' ('Overtjongers') voor het Stellingwerfs is daaraan ontleend. 
Ooststellingwerf is de enige formeel drietalige regio in Nederland. De gemeenten Oost- en Weststellingwerf zijn dominant Nederlandstalig. Het Fries en Stellingwerfs volgen op de tweede en derde plek.

## Vitaliteit

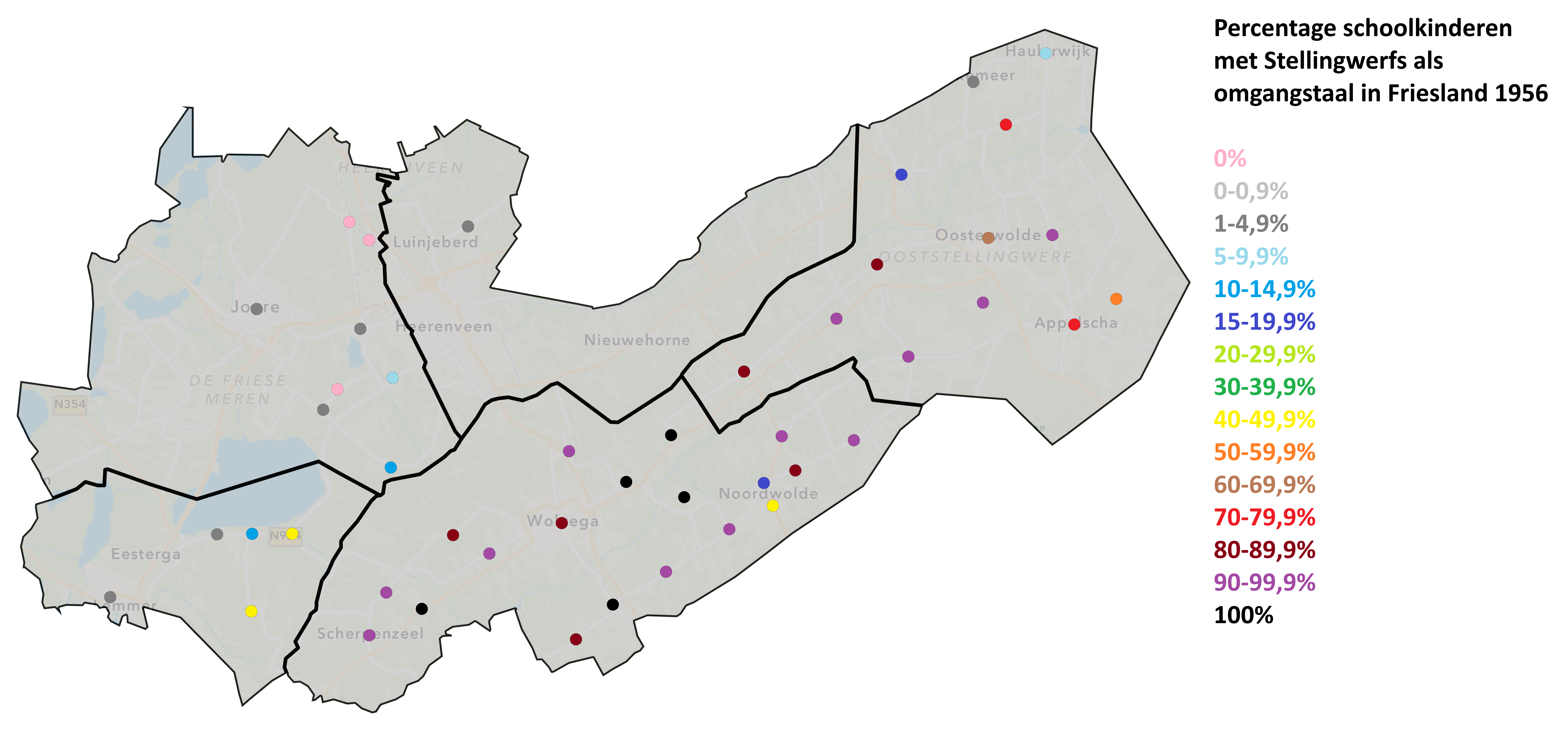
Verspreiding van het Stellingwerfs als omgangtaal van schoolkinderen in Friesland midden jaren 50

Ethnologue classificeert het Stellingwerfs als een levende taal, maar doet geen schatting van het aantal sprekers. De SIL-code is stl en is opgenomen in ISO 639-3. 
Om de streektaal te behouden krijgen waterwegen in de Stellingwerven sinds 2012 een Stellingwerfse naam, naar het Friese voorbeeld. Voorbeelden zijn "Lende" voor het riviertje Linde en Kuunder voor het riviertje de "Kuinder" (Fries: Tsjonger).

### Houding ten opzichte van de taal en aantal sprekers
Het Steenwijks kent een lagere waardering dan het Nederlands, evenals Nederlands aangevuld met Steenwijkse woorden. In Steenwijk: Folk Perception and Regional Language of the Youth werden 141 middelbare scholieren ondervraagd die in klas 2 en 4 van mavo, havo en vwo zaten. De jongeren oordeelden dat het Steenwijks en Nederlands aangevuld met Steenwijkse woorden als minder modern, slim, aantrekkelijk, normaal, en mooi opgevat worden ten opzichte van het Nederlands. Daarnaast wordt er negatiever geoordeeld over de rijkdom van een spreker van het Steenwijks maar was er geen verschil te bemerken tussen het Nederlands en Nederlands aangevuld met Steenwijkse woorden. Tussen de vriendelijkheid van het Steenwijks, Nederlands en Nederlands met Steenwijkse woorden zat geen significant verschil. Jongeren die zelf de regionale taal of elementen daarvan gebruiken oordelen positiever over sprekers van het Steenwijks dan niet-sprekers. De tweede klassen oordeelden positiever over het Steenwijks dan de vierde klassen.
Begin jaren 2000 in een enquête van onder andere Omrop Fryslân was 58% van de respondenten voor een grotere inspanning van scholen voor het behoud van streektalen. 84% vond dat streektalen behouden moesten blijven.
In de Reeks Nederlandse Dialectatlassen voor Appelscha (1955) wordt vermeld dat de bewoners het Stellingwerfs boers of kroem noemen. Hoewel boers niet altijd een negatieve bijklank had, was de betekenis van kroem dat wel. Hoewel de trots op het Stellingwerfs niet bepaald groot was, werd het maken van spottende opmerkingen en het negatief benaderen van het Stellingwerfs niet gewaardeerd.
In de jaren '50 was de taalsituatie nog vrij homogeen. Waar de 'nieuwe' veendorpen vrijwel volledig (Haulerwijk/Waskeermeer) of deels (Appelscha) bewoond werden door Friestaligen waren de oude zanddorpen nog voor 80 tot 100% Stellingwerfstalig. Ook Donkerbroek en Hoornsterzwaag kregen een sterk Friese aanwezigheid. Tot in de jaren '60 was het aantal Nederlandstaligen in de dorpen gering. Tegen de groeiende groep nieuwkomers werd vooral Nederlands en Fries gesproken. Ook de kinderen werden meer en meer in het Nederlands opgevoed (of regiolect). Naast het vaker voorkomen van gemengd Stellingwerfs-Friese huwelijken kwam drietaligheid in Stellingwerfs, Fries en Nederlands vaker voor.

In de Reeks Nederlandse Dialectatlassen voor de plaats Appelscha (1955) wordt vermeld dat voor 135 gezinnen (49,5%) de huiselijke omgangstaal Fries was , voor 129 gezinnen Stellingwerfs (47,3%) en voor 9 gezinnen Nederlands (3,3%). Deze cijfers berusten op een school enquête van Hendrik Johannes Bergveld (Friese en Nedersaksische Wikipedia). Verder wordt vermeld dat iedereen zich aan zijn eigen taal hield en dat tweetaligen een uitzondering waren. Op straat was zowel Fries als Stellingwerfs te horen. Bij vergaderingen en dergelijke bediende men zich echter van het Nederlands. Voor een idee van de taalverhoudingen in Appelscha wordt hieronder een citaat gegeven over het gezin van zegslieden uit de RND van Appelscha:
De vader stamt uit een gezin met twee moedertalen. Zijn vader, in Donkerbroek geboren, sprak Stellingwerfs, zijn Appelschaster moeder Fries. Elk van de ouders werd door de kinderen aangesproken in de eigen taal. Onderling hielden deze grootvader en grootmoeder zich ook ieder aan hun eigen taal. Dit verschil in gezinstaal heeft zich tot nu toe gehandhaafd: Vader spreekt nog steeds Stellingwerfs tegen zijn oudste drie zusters maar gaat onmiddellijk op het Fries over, zodra hij zich tot één van z'n jongste drie zusters richt. De moeder is opgegroeid in een uitsluitend Stellingwerfs sprekend gezin. Har vader was een Appelschaster, haar moeder kwam uit Donkerbroek. Moeder spreekt zelf het liefst Stellingwerfs; tegen haar man alléén maar Stellingwerfs, maar tegen haar beide dochters Fries. De dochter spreekt Fries tegen beide ouders en tegen haar zuster. In de omgang met de dorpsgenoten gaat ze toch ook wel op Stellingwerfs over. Zodra een Nederlands sprekende dorpsgenoot zich tot haar wendt, moeten Fries en Stellingwerfs beide wijken; zij gaat dan op het Nederlands over. Bij contact met Stellingwervers uit andere dorpen (winkels bv.) spreekt zij Stellingwerfs, Fries of Nederlands.
In de Friesche Dialectgeographie van Hof uit 1933 wordt vermeld dat het Fries in Appelscha achteruit ging toen de vervening stopte. De meerderheid van de Appelschaasters sprak thuis echter nog Fries, hoewel in het openbaar evenveel Fries als Stellingwerfs was te horen. Hof vermeldt eenzelfde verloop voor de, door vervening ontstane, Overijsselse enclaves ten noorden van de Kuinder. Het gaat om de plaatsen Sintjohannesga, Rotsterhaule, Rotstergaast, Delfstrahuizen, Echten, Oosterzee, Oldeouwer, Tjalleberd en Luinjeberd.
Sassen vermelde in 1953 dat in Haule de laatste tien tot twintig jaar het Fries op het schoolplein sterk de overhand heeft gekregen. In Oldeberkoop waren de ''Stellingwervers'' in de meerderheid. Door kinderen die thuis Fries praatten werd op het schoolplein Stellingwerfs gebruikt.
In de RND voor de plaats Donkerbroek (1955) wordt vermeld dat de helft Fries gebruikte. Van slechts plusminus 20 gezinnen was Nederlands de huiselijke omgangstaal. De rest werd door het Stellingwerfs ingenomen. Op het schoolplein werd het meest Fries gesproken. Voor vergaderingen en dergelijke wordt zowel Fries als Nederlands gebruikt. Vragen worden dan meest in de eigen omgangstaal gesteld. Hof vermelde in 1933 dat de meerderheid in Donkerbroek Fries sprak. In de RND voor de plaats Tjalleberd (1955) wordt aangegeven dat circa 90% van de bevolking Fries sprak en ongeveer 10% van de bevolking Tsjalberters. Enkele gezinnen spraken Nederlands. Ouders spraken onderling nog wel Tsjalberters maar tegen de kinderen Fries. Ook op het schoolplein was de taal Fries. In Oosterwolde sprak volgens de RND ongeveer 60% Stellingwerfs en de rest Fries of Nederlands. Op vergaderingen Fries of Nederlands.
Uit een groep van 141 middelbare scholieren in Steenwijk die in 2015 in de tweede en vierde klas van mavo , havo en vwo zaten gaf ongeveer 56% zelf aan de regionale taal of elementen uit de regionale taal te gebruiken. Het meest met de grootouders (46,1%), vervolgens op Whatsapp (31,2%) en daarna met de ouders (26,2%). Tussen de verschillende klassen was veel variatie te zien. Met name in mavo 4 werd de regionale taal of elementen daarvan gebruikt.
In Ooststellingwerf bedroeg het percentage kinderen dat onderling Stellingwerfs gebruikte in 2019 2,1% en in Weststellingwerf 5,4%.
| Gebruik Stellingwerfs gehele provincie Friesland | Gebruik Stellingwerfs gehele provincie Friesland | Gebruik Stellingwerfs gehele provincie Friesland | Gebruik Stellingwerfs gehele provincie Friesland |
| ------------------------------------------------ | ------------------------------------------------ | ------------------------------------------------ | ------------------------------------------------ |
|                                                  | Ouder tegen kind                                 |                                                  | Tegen partner                                    |
| 2007                                             | 1,1%                                             | 1,8%                                             |                                                  |
| 2011                                             | 0,9%                                             | 1,5%                                             |                                                  |
| 2015                                             | 0,7%                                             | 1,2%                                             |                                                  |
| 2019                                             | 0,9%                                             | 1,1%                                             |                                                  |

Hieronder staan tabellen van de verhouding van welke variëteiten er gesproken worden in delen van het gebied waar Stellingwerfs gesproken wordt. Op de periode 2007-2011 na in Weststellingwerf zijn deze verhoudingen ongeveer stabiel. De gemeente Steenwijkerland is inclusief het gebied waar Sallands wordt gesproken.
| Praten/lezen                                           | Weststellingwerf | Ooststellingwerf | Steenwijkerland |
| Het Stellingwerfs redelijk tot zeer goed praten kunnen | 64,6%            | 48,9%            | 67,4%           |
| Het Stellingwerfs thuis inderdaad frequent praten      | 53,2%            | 29,5%            | 49,3%           |
| Het Stellingwerfs lezen kunnen                         | 77,2%            | 66,7%            | 77,9%           |
| Het Stellingwerfs redelijk vaak lezen                  | 52,3%            | 47,5%            | 41,7%           |

In Taal in Stad en Land Stellingwerfs wordt een enquête aangehaald die eind jaren 90 uitgevoerd is voor het weekblad Stellingwerf. In de tabel hieronder zijn de resultaten weergegeven. Het betreft de gemeente West-Stellingwerf.
| Resultaten enquête Stellingwerfs gemeente West-Stellingwerf 1998 | Resultaten enquête Stellingwerfs gemeente West-Stellingwerf 1998 | Resultaten enquête Stellingwerfs gemeente West-Stellingwerf 1998 | Resultaten enquête Stellingwerfs gemeente West-Stellingwerf 1998 | Resultaten enquête Stellingwerfs gemeente West-Stellingwerf 1998 |
| ---------------------------------------------------------------- | ---------------------------------------------------------------- | ---------------------------------------------------------------- | ---------------------------------------------------------------- | ---------------------------------------------------------------- |
| Thuistaal                                                        | Percentage                                                       |                                                                  | Stellingwerfs spreken?                                           | Percentage                                                       |
| Nederlands                                                       | 45%                                                              | Goed tot heel goed                                               | 44%                                                              |                                                                  |
| Stellingwerfs                                                    | 34%                                                              | Redelijk                                                         | 26%                                                              |                                                                  |
| Fries                                                            | 9%                                                               | Redelijk tot heel goed                                           | 70%                                                              |                                                                  |
| Wisselend of alle drie                                           | 12%                                                              | Slecht                                                           | 9%                                                               |                                                                  |
|                                                                  |                                                                  | Niet                                                             | 20%                                                              |                                                                  |
|                                                                  |                                                                  |                                                                  |                                                                  |                                                                  |
| Stellingwerfs lezen?                                             | Percentage                                                       |                                                                  | Leesfrequente Stellingwerfs                                      | Percentage                                                       |
| Kan Stellingwerfs lezen                                          | 75%                                                              | Wekelijks                                                        | 38%                                                              |                                                                  |
| Kan Stellingwerfs niet lezen                                     | 25%                                                              | Tweewekelijks tot maandelijks                                    | 32%                                                              |                                                                  |
|                                                                  |                                                                  |                                                                  |                                                                  |                                                                  |
| Stellingwerfs schrijven?                                         | Percentage                                                       |                                                                  |                                                                  |                                                                  |
| Kan Stellingwerfs schrijven                                      | 6%                                                               |                                                                  |                                                                  |                                                                  |
| Kan Stellingwerfs niet schrijven                                 | 94%                                                              |                                                                  |                                                                  |                                                                  |

| Thuistaal     | Weststellingwerf | Ooststellingwerf |
| Stellingwerfs | 29%              | 12%              |
| Fries         | 18%              | 41%              |
| Nederlands    | 53%              | 47%              |

| Thuistaal     | Weststellingwerf | Ooststellingwerf |
| Stellingwerfs | 22%              | 11%              |
| Fries         | 22%              | 39%              |
| Nederlands    | 56%              | 50%              |

| Thuistaal     | Weststellingwerf | Ooststellingwerf |
| Stellingwerfs | 20%              | 13%              |
| Fries         | 24%              | 38%              |
| Nederlands    | 53%              | 44%              |
| Overig        | 3%               | 5%               |

## Invloed op het Westerlauwers Fries
De Friese stijgende diftongen ''uo'', [ṷo] en ''oa'', [ṷa] na de medeklinkers b, p, f en m worden uitgesproken als ''ja'', [ja] en ''jo'', [jo] in delen van het Woudfriese gebied. ''boartsje'' klinkt daardoor als ''bjatsje'' en ''fuotten'' als ''fjotten.'' Dit gebeurt echter niet bij elk woord met deze stijgende diftongen en de daaropvolgende vier medeklinkers. Het komt ook niet in het gehele Woudfriese gebied voor. Het fenomeen komt met name voor in de laagveenstreek. Deze ontwikkeling komt waarschijnlijk door Stellingwerfs Nedersaksischtalige verveners (Gietersen) die overschakelden van het Nedersaksisch op het Fries. Een andere invloed is onder andere de uitspraak van oa in skoalle als [ʋa] en niet als [ṷa]. Daarnaast is de woordenschat eveneens beïnvloed.